# 栄養士養成施設
栄養士養成施設（えいようしようせいしせつ）は、栄養士の養成施設。栄養士学校とも呼ばれる。指定された科目を全て勉強して、卒業すると栄養士の資格を取得することができる。
多くは2年制の専門学校や短期大学である。
3年制の専門学校や短期大学、4年制大学もあるが、少数派である。
また、女子大学や女子短大が多く、男性は入学できない学校が多い。日本の指定認可栄養士養成施設数は263校である。（2007年8月現在）
※2年制の専門学校や短期大学、3年制の専門学校や短期大学の中には、さらに学習したい学生のために、専攻科を設置している場合がある。
a)2年制の専門学校や短期大学を卒業後、2年制の専攻科を修了。
b)3年制の専門学校や短期大学を卒業後、1年制の専攻科を修了。
c)2年制の専門学校や短期大学を卒業後、1年制の専攻科を修了。

a,b,c共通→専攻科で学んだ期間はそのまま、管理栄養士国家試験の受験に必要な実務経験期間の一部としてカウントされる。
a,bのみ→学士の取得が可能。
cのみ→科目等履修生として、人間総合科学大学通信教育部学士取得コース、女子栄養大学夜間部などで、さらに単位を追加修得して、学位授与機構に申請すると、学士の取得が可能。
というメリットがある。

## 養成施設一覧

### 大学
2021年現在、大学である栄養士養成施設は、募集停止校を除き25校存在する。
| 学校名             | 学部名         | 学科名                     | 専攻・コース名       | 所在地             |
| ------------------ | -------------- | -------------------------- | -------------------- | ------------------ |
| 名寄市立大学       | 保健福祉学部   | 栄養学科                   |                      | 北海道名寄市       |
| 藤女子大学         | 人間生活学部   | 食物栄養学科               |                      | 北海道石狩市       |
| 天使大学           | 看護栄養学部   | 栄養学科                   |                      | 北海道札幌市       |
| 酪農学園大学       | 農食環境学群   | 食と健康学類               | 管理栄養士コース     | 北海道江別市       |
| 北海道文教大学     | 人間科学部     | 健康栄養学科               |                      | 北海道恵庭市       |
| 札幌保健医療大学   | 保健医療学部   | 栄養学科                   |                      | 北海道札幌市       |
| 仙台大学           | 体育学部       | 運動栄養学科               |                      | 宮城県柴田郡柴田町 |
| 女子栄養大学       | 栄養学部       | 保健栄養学科               | 栄養科学専攻         | 埼玉県坂戸市       |
| 十文字学園女子大学 | 人間生活学部   | 健康栄養学科               |                      | 埼玉県新座市       |
| 人間総合科学大学   | 人間科学部     | ヘルスフードサイエンス学科 |                      | 埼玉県さいたま市   |
| 川村学園女子大学   | 生活創造学部   | 生活文化学科               |                      | 千葉県我孫子市     |
| 昭和女子大学       | 生活科学部     | 健康デザイン学科           |                      | 東京都世田谷区     |
| 東京家政大学       | 家政学部       | 栄養学科                   | 栄養学専攻           | 東京都板橋区       |
| 大妻女子大学       | 家政学部       | 食物学科                   | 食物学専攻           | 東京都千代田区     |
| 東京農業大学       | 応用生物学部   | 栄養科学科                 | 東京都世田谷区       |                    |
| 実践女子大学       | 生活科学部     | 食生活科学科               | 健康栄養専攻         | 東京都日野市       |
| 東京家政学院大学   | 現代生活学部   | 食物学科                   |                      | 東京都町田市       |
| 相模女子大学       | 栄養科学部     | 健康栄養学科               |                      | 神奈川県相模原市   |
| 京都光華女子大学   | 健康科学部     | 健康栄養学科               | 健康スポーツ栄養専攻 | 京都府京都市       |
| 大阪樟蔭女子大学   | 健康栄養学部   | 健康栄養学科               | 食物栄養専攻         | 大阪府東大阪市     |
| 帝塚山学院大学     | 人間科学部     | 食物栄養学科               | 健康実践栄養士課程   | 大阪府堺市         |
| 武庫川女子大学     | 食物栄養科学部 | 食創造科学科               |                      | 兵庫県西宮市       |
| 神戸女子大学       | 健康福祉学部   | 健康スポーツ栄養学科       |                      | 兵庫県神戸市       |
| 甲子園大学         | 栄養学部       | フードデザイン学科         |                      | 兵庫県宝塚市       |
| くらしき作陽大学   | 食文化学部     | 現代食文化学科             |                      | 岡山県倉敷市       |
| 琉球大学           | 農学部         | 亜熱帯生物資源科学科       | 健康栄養科学コース   | 沖縄県中頭郡西原町 |

### 短期大学
2021年現在、短期大学である栄養士養成施設は、募集停止校を除き92校存在する。

#### 北海道
| 学校名               | 学科名       | 専攻・コース名 | 修業年限 | 所在地             |
| -------------------- | ------------ | -------------- | -------- | ------------------ |
| 函館短期大学         | 食物栄養学科 |                | 2年制    | 北海道函館市       |
| 帯広大谷短期大学     | 生活科学科   | 栄養士課程     | 2年制    | 北海道河東郡音更町 |
| 旭川大学短期大学部   | 生活学科     | 食物栄養専攻   | 2年制    | 北海道旭川市       |
| 光塩学園女子短期大学 | 食物栄養科   |                | 2年制    | 北海道札幌市       |
| 釧路短期大学         | 生活科学科   | 食物栄養専攻   | 2年制    | 北海道釧路市       |
| 東北女子短期大学     | 生活科       |                | 2年制    | 青森県弘前市       |

#### 東北地方
| 学校名                     | 学科名                 | 専攻・コース名 | 修業年限 | 所在地           |
| -------------------------- | ---------------------- | -------------- | -------- | ---------------- |
| 青森中央短期大学           | 食物栄養学科           |                | 2年制    | 青森県青森市     |
| 岩手県立大学盛岡短期大学部 | 生活科学科             | 食物栄養学専攻 | 2年制    | 岩手県滝沢市     |
| 修紅短期大学               | 食物栄養学科           |                | 2年制    | 岩手県一関市     |
| 東北生活文化大学短期大学部 | 生活文化学科           | 食物栄養学専攻 | 2年制    | 宮城県仙台市     |
| 仙台青葉学院短期大学       | 栄養学科               |                | 2年制    | 宮城県仙台市     |
| 秋田栄養短期大学           | 栄養学科               |                | 2年制    | 秋田県秋田市     |
| 聖霊女子短期大学           | 生活文化科             | 健康栄養専攻   | 2年制    | 秋田県秋田市     |
| 会津大学短期大学部         | 食物栄養学科           |                | 2年制    | 福島県会津若松市 |
| 郡山女子大学短期大学部     | 健康栄養学科           |                | 2年制    | 福島県郡山市     |
| 桜の聖母短期大学           | 生活科学科食物栄養専攻 |                | 2年制    | 福島県福島市     |
| 福島学院大学短期大学部     | 食物栄養学科           |                | 2年制    | 福島県福島市     |
| 佐野日本大学短期大学       | 総合キャリア教育学科   | 栄養士養成課程 | 2年制    | 栃木県佐野市     |

#### 関東地方
| 学校名                         | 学科名             | 専攻・コース名                 | 修業年限 | 所在地             |
| ------------------------------ | ------------------ | ------------------------------ | -------- | ------------------ |
| 宇都宮文星短期大学             | 地域総合文化学科   | フードフィールド栄養士ユニット | 2年制    | 栃木県宇都宮市     |
| 宇都宮短期大学                 | 食物栄養学科       |                                | 2年制    | 栃木県宇都宮市     |
| 桐生大学短期大学部             | 生活科学科         |                                | 2年制    | 群馬県みどり市     |
| 共愛学園前橋国際大学短期大学部 | 生活学科栄養専攻   |                                | 2年制    | 群馬県前橋市       |
| 国際学院埼玉短期大学           | 健康栄養学科       | 食物栄養専攻                   | 2年制    | 埼玉県さいたま市   |
| 武蔵丘短期大学                 | 健康生活学科       | 健康栄養専攻                   | 2年制    | 埼玉県比企郡吉見町 |
| 昭和学院短期大学               | ヘルスケア栄養学科 |                                | 2年制    | 千葉県市川市       |
| 女子栄養大学短期大学部         | 食物栄養学科       |                                | 2年制    | 東京都豊島区       |
| 戸板女子短期大学               | 食物栄養科         |                                | 2年制    | 東京都港区         |
| 新渡戸文化短期大学             | 生活学科           | 食物栄養専攻                   | 2年制    | 東京都中野区       |
| 東京家政大学短期大学部         | 栄養科             |                                | 2年制    | 東京都板橋区       |
| 愛国学園短期大学               | 家政科             | 食物栄養専攻                   | 2年制    | 東京都江戸川区     |
| 帝京短期大学                   | 生活科学科         | 食物栄養専攻                   | 2年制    | 東京都渋谷区       |
| 大妻女子大学短期大学部         | 家政科             | 食物栄養専攻                   | 2年制    | 東京都千代田区     |
| 相模女子大学短期大学部         | 食物栄養学科       |                                | 2年制    | 神奈川県相模原市   |
| 小田原短期大学                 | 食物栄養学科       |                                | 2年制    | 神奈川県小田原市   |
| 富山短期大学                   | 食物栄養学科       |                                | 2年制    | 富山県富山市       |

#### 中部地方
| 学校名                     | 学科名                     | 専攻・コース名 | 修業年限 | 所在地         |
| -------------------------- | -------------------------- | -------------- | -------- | -------------- |
| 北陸学院大学短期大学部     | 食物栄養学科               |                | 2年制    | 石川県金沢市   |
| 金沢学院短期大学           | 食物栄養学科               |                | 2年制    | 石川県金沢市   |
| 仁愛女子短期大学           | 生活科学学科               | 食物栄養専攻   | 2年制    | 福井県福井市   |
| 山梨学院短期大学           | 食物栄養科                 | 栄養士コース   | 2年制    | 山梨県甲府市   |
| 飯田短期大学               | 家政学科                   | 食物栄養専攻   | 2年制    | 長野県飯田市   |
| 長野女子短期大学           | 生活科学科                 | 食物栄養専攻   | 2年制    | 長野県長野市   |
| 岐阜市立女子短期大学       | 食物栄養学科               |                | 2年制    | 岐阜県岐阜市   |
| 中京学院大学短期大学部     | 健康栄養学科               |                | 2年制    | 岐阜県瑞浪市   |
| 静岡英和学院大学短期大学部 | 食物栄養学科               |                | 2年制    | 静岡県静岡市   |
| 日本大学短期大学部         | 食物栄養学科               |                | 2年制    | 静岡県三島市   |
| 愛知みずほ短期大学         | 生活学科                   | 食物栄養専攻   | 2年制    | 愛知県名古屋市 |
| 名古屋文理大学短期大学部   | 食物栄養学科               | 栄養士専攻     | 2年制    | 愛知県名古屋市 |
| 愛知学泉短期大学           | 食物栄養学科               |                | 2年制    | 愛知県岡崎市   |
| 愛知文教女子短期大学       | 生活文化学科               | 食物栄養専攻   | 2年制    | 愛知県稲沢市   |
| 愛知江南短期大学           | こども健康学科             | 栄養専攻       | 2年制    | 愛知県江南市   |
| 鈴鹿大学短期大学部         | 生活コミュニケーション学科 | 食物栄養学専攻 | 2年制    | 三重県鈴鹿市   |

#### 近畿地方
| 学校名                   | 学科名       | 専攻・コース名 | 修業年限 | 所在地           |
| ------------------------ | ------------ | -------------- | -------- | ---------------- |
| 三重短期大学             | 食物栄養学科 | 食物栄養学専攻 | 2年制    | 三重県津市       |
| 滋賀短期大学             | 生活学科     | 食健康コース   | 2年制    | 滋賀県大津市     |
| 京都文教短期大学         | 食物栄養学科 |                | 2年制    | 京都府宇治市     |
| 大阪成蹊短期大学         | 栄養学科     |                | 2年制    | 大阪府大阪市     |
| 大阪国際大学短期大学部   | 栄養学科     |                | 2年制    | 大阪府守口市     |
| 大阪夕陽丘学園短期大学   | 食物栄養学科 |                | 2年制    | 大阪府大阪市     |
| 東大阪大学短期大学部     | 実践食物学科 |                | 2年制    | 大阪府東大阪市   |
| 武庫川女子大学短期大学部 | 食生活学科   |                | 2年制    | 兵庫県西宮市     |
| 神戸女子短期大学         | 食物栄養学科 |                | 2年制    | 兵庫県神戸市     |
| 奈良佐保短期大学         | 生活未来科   | 食物栄養コース | 2年制    | 奈良県奈良市     |
| 和歌山信愛女子短期大学   | 生活文化学科 | 食物栄養専攻   | 2年制    | 和歌山県和歌山市 |

#### 中国地方
| 学校名                         | 学科名       | 専攻・コース名 | 修業年限 | 所在地         |
| ------------------------------ | ------------ | -------------- | -------- | -------------- |
| 鳥取短期大学                   | 生活学科     | 食物栄養専攻   | 2年制    | 鳥取県倉吉市   |
| 山陽学園短期大学               | 健康栄養学科 |                | 2年制    | 岡山県岡山市   |
| 美作大学短期大学部             | 栄養学科     |                | 2年制    | 岡山県津山市   |
| 広島文化学園短期大学           | 食物栄養学科 |                | 2年制    | 広島県広島市   |
| 山陽女子短期大学               | 食物栄養学科 | 栄養管理コース | 2年制    | 広島県廿日市市 |
| 下関短期大学                   | 栄養健康学科 |                | 2年制    | 山口県下関市   |
| 宇部フロンティア大学短期大学部 | 食物栄養学科 |                | 2年制    | 山口県宇部市   |
| 四国大学短期大学部             | 人間健康科   | 食物栄養専攻   | 2年制    | 徳島県徳島市   |

#### 四国地方
| 学校名                 | 学科名             | 専攻・コース名 | 修業年限 | 所在地               |
| ---------------------- | ------------------ | -------------- | -------- | -------------------- |
| 徳島文理大学短期大学部 | 生活科学科         | 食物専攻       | 2年制    | 徳島県徳島市         |
| 香川短期大学           | 生活文化学科       | 食物栄養専攻   | 2年制    | 香川県綾歌郡宇多津町 |
| 松山東雲短期大学       | 食物栄養学科       |                | 2年制    | 愛媛県松山市         |
| 今治明徳短期大学       | ライフデザイン学科 | 食物栄養コース | 2年制    | 愛媛県今治市         |
| 高知学園短期大学       | 生活科学学科       |                | 2年制    | 高知県高知市         |

#### 九州・沖縄地方
| 学校名                 | 学科名                     | 専攻・コース名               | 修業年限 | 所在地           |
| ---------------------- | -------------------------- | ---------------------------- | -------- | ---------------- |
| 中村学園大学短期大学部 | 食物栄養学科               |                              | 2年制    | 福岡県福岡市     |
| 東筑紫短期大学         | 食物栄養学科               |                              | 2年制    | 福岡県北九州市   |
| 福岡女子短期大学       | 健康栄養学科               |                              | 2年制    | 福岡県太宰府市   |
| 精華女子短期大学       | 生活科学科                 | 食物栄養専攻                 | 2年制    | 福岡県福岡市     |
| 香蘭女子短期大学       | 食物栄養学科               |                              | 2年制    | 福岡県福岡市     |
| 久留米信愛短期大学     | フードデザイン学科         |                              | 2年制    | 福岡県久留米市   |
| 純真短期大学           | 食物栄養学科               |                              | 2年制    | 福岡県福岡市     |
| 西九州大学短期大学部   | 地域生活支援学科           | 食健康コース                 | 2年制    | 佐賀県佐賀市     |
| 佐賀女子短期大学       | 地域みらい学科             | 食とヘルスマネジメントコース | 2年制    | 佐賀県佐賀市     |
| 長崎女子短期大学       | 生活創造学科栄養士コース   |                              | 2年制    | 長崎県長崎市     |
| 長崎短期大学           | 地域共生学科食物栄養コース |                              | 2年制    | 長崎県佐世保市   |
| 尚絅大学短期大学部     | 食物栄養学科               |                              | 2年制    | 熊本県熊本市     |
| 別府大学短期大学部     | 食物栄養科                 |                              | 2年制    | 大分県別府市     |
| 別府溝部学園短期大学   | 食物栄養学科               |                              | 2年制    | 大分県別府市     |
| 鹿児島県立短期大学     | 生活科学科                 | 食物栄養専攻                 | 2年制    | 鹿児島県鹿児島市 |
| 鹿児島純心女子短期大学 | 生活学科                   | 食物栄養専攻                 | 2年制    | 鹿児島県鹿児島市 |
| 鹿児島女子短期大学     | 生活科学科                 | 食物栄養学専攻               | 2年制    | 鹿児島県鹿児島市 |

### 専門学校
2021年現在、専修学校、または各種学校である栄養士養成施設は、募集停止校を除き31校存在する。
| 学校名                         | 学科名         | 修業年限 | 所在地           |
| ------------------------------ | -------------- | -------- | ---------------- |
| 東北栄養専門学校               | 本科           | 2年制    | 青森県弘前市     |
| 晃陽看護栄養専門学校           | 栄養士学科     | 2年制    | 茨城県古河市     |
| 鯉淵学園農業栄養専門学校       | 食品栄養科     | 2年制    | 茨城県水戸市     |
| つくば栄養医療調理製菓専門学校 | 栄養士学科     | 2年制    | 茨城県牛久市     |
| アイ・エフ・シー栄養専門学校   | 栄養士養成学科 | 2年制    | 栃木県宇都宮市   |
| 東日本栄養医薬専門学校         | 栄養士学科     | 2年制    | 群馬県前橋市     |
| 埼玉県栄養専門学校             | 栄養士養成科   | 2年制    | 埼玉県熊谷市     |
| 西武学園医学技術専門学校       | 栄養士科       | 2年制    | 埼玉県所沢市     |
| 佐伯栄養専門学校               | 栄養士科       | 2年制    | 東京都大田区     |
| 東京栄養食糧専門学校           | 栄養士科       | 2年制    | 東京都世田谷区   |
| 東京栄養専門学校               | 栄養学科       | 2年制    | 東京都新宿区     |
| 服部栄養専門学校               | 栄養士科       | 2年制    | 東京都渋谷区     |
| 武蔵野栄養専門学校             | 栄養科         | 2年制    | 東京都豊島区     |
| 吉祥寺二葉栄養調理専門職学校   | 栄養士科       | 2年制    | 東京都武蔵野市   |
| 華学園栄養専門学校             | 栄養士科       | 2年制    | 東京都台東区     |
| 織田栄養専門学校               | 栄養士科       | 2年制    | 東京都中野区     |
| 東京健康科学専門学校           | 栄養士科       | 2年制    | 東京都品川区     |
| 大竹栄養専門学校               | 栄養士科       | 2年制    | 東京都八王子市   |
| 横浜栄養専門学校               | 栄養士科       | 2年制    | 神奈川県横浜市   |
| 悠久山栄養調理専門学校         | 栄養士科       | 2年制    | 新潟県長岡市     |
| 国際調理製菓専門学校           | 栄養士学科     | 2年制    | 新潟県新潟市     |
| 名古屋栄養専門学校             | 食物栄養科     | 2年制    | 愛知県名古屋市   |
| 名古屋文理栄養士専門学校       | 栄養士科       | 2年制    | 愛知県名古屋市   |
| 京都栄養医療専門学校           | 栄養士科       | 2年制    | 京都府京都市     |
| 大手前栄養学院専門学校         | 栄養学科       | 2年制    | 大阪府大阪市     |
| 辻学園栄養専門学校             | 栄養士学科     | 2年制    | 大阪府大阪市     |
| 兵庫栄養調理製菓専門学校       | 栄養士科       | 2年制    | 兵庫県西宮市     |
| 日本栄養専門学校               | 栄養士科       | 2年制    | 兵庫県姫路市     |
| 松江栄養調理製菓専門学校       | 栄養士科       | 2年制    | 島根県松江市     |
| 平岡栄養士専門学校             | 栄養士科       | 2年制    | 福岡県小郡市     |
| 今村学園ライセンスアカデミー   | 栄養士科       | 2年制    | 鹿児島県鹿児島市 |